# Messey-sur-Grosne
Messey-sur-Grosne är en kommun i departementet Saône-et-Loire i regionen Bourgogne-Franche-Comté i östra Frankrike. Kommunen ligger i kantonen Buxy som tillhör arrondissementet Chalon-sur-Saône. År 2022 hade Messey-sur-Grosne 742 invånare.

## Befolkningsutveckling
Antalet invånare i kommunen Messey-sur-Grosne
| Referens: INSEE |